# 第三次産業革命
第三次産業革命（だいさんじさんぎょうかくめい、英: Third Industrial Revolution）は、産業革命の第三段階を表現するために用いられる言葉である。先立つ産業革命、第二次産業革命と異なり、統一的な見解は得られていない。
2011年にジェレミー・リフキンが著書『第三次産業革命―原発後の次代へ、経済・政治・教育をどう変えていくか（英語: The Third Industrial Revolution; How Lateral Power is Transforming Energy, the Economy, and the World』を出版したものが有名。
以下に第三次産業革命と呼ばれる例を挙げる。
- 20世紀半ばから後半にかけての原子力エネルギーの活用やコンピュータの発達[1]。
- 1990年代からのコンピュータ、ICTによる生産の自動化、効率化[2][3][4]。デジタル革命（英: Digital Revolution）とも。
- 21世紀初頭のインターネット技術の発達と再生可能エネルギー（リフキン）。

## 書誌情報
- ジェレミー・リフキン 著、田沢恭子 訳『第三次産業革命―原発後の次代へ、経済・政治・教育をどう変えていくか』インターシフト、2012年。ISBN 9784772695299。